# I millennio
Il I millennio inizia il 1º gennaio dell'anno 1 e termina il 31 dicembre dell'anno 1000 incluso.

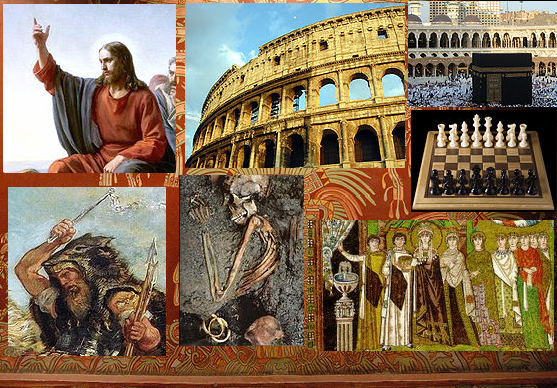
Alcune tra le fasi più importanti del I millennio. Nelle miniature in senso orario: Gesù e la nascita del cristianesimo; il Colosseo come simbolo del potere dell'Impero romano; Al-Masjid al-Ḥarām il luogo più sacro dell'Islam; la nascita del gioco da tavolo degli scacchi, che si diffonde in tutto il mondo; la caduta dell'Impero romano d'Occidente, e l'inizio dell'Alto Medioevo; lo scheletro di una donna vittima dell'eruzione del Vesuvio del 79; l'avvento di Attila, re degli Unni, conquistatore di gran parte dell'Europa orientale

Nella prima metà di questo millennio, si è visto in Europa e nelle zone del Mediterraneo un periodo di transizione e mutamento storico importantissimo: nella giudea romana si sono sedimentate le origini del cristianesimo, mentre il II secolo ha segnato l'apice dello splendore dell'Impero romano, e il suo successivo e graduale declino durante il periodo della tarda antichità, fattore determinante, in questo evento, le invasioni barbariche, culminate nelle invasioni barbariche del V secolo.
La seconda metà del millennio è stata caratterizzata da quel periodo in Europa noto come Alto Medioevo: vi è stata l'ascesa del Regno franco, che poi sarebbe diventato l'Impero carolingio; nella penisola balcanica e nell'Anatolia, in seguito alla divisione dell'Impero romano, è nato l'Impero bizantino, destinato a durare più di 1000 anni. Nell'VIII secolo è iniziata l'epoca vichinga e la conquista normanna dell'Inghilterra.
Nel Medio Oriente è nato l'Islam, precisamente nella penisola araba, che si è diffuso ed esteso con la conquista islamica della Persia, la conquista omayyade del Nord Africa e la conquista islamica della penisola iberica, decretando così l'epoca d'oro islamica. Ancora più a est, nell'Asia orientale, il Buddhismo ha conosciuto un periodo di veloce diffusione. In Cina si sono susseguite le dinastie Han, Sui e Tang, fino al X secolo che ha visto l'avvento della fase nota come Cinque dinastie e dieci regni. In Giappone, si è conclusa l'era preistorica con il periodo Hakuhō, ed è iniziata l'età antica con il periodo Nara; inoltre un forte aumento della popolazione è stato possibile grazie all'uso di strumenti fatti di ferro da parte degli agricoltori che ha aumentato la loro produttività e la quantità dei raccolti. Nell'Asia meridionale, il subcontinente indiano è stato diviso tra numerosi regni durante il I millennio, fino alla formazione dell'Impero Gupta.
In Mesoamerica, il I millennio è stato un periodo di grande crescita, noto come "Periodo Classico" (200–900). Teotihuacan è diventata una metropoli e la sua influenza culturale ha dominato tutta la Mesoamerica. In America del Nord si è sviluppata la Cultura del Mississippi, vicina ai fiumi Mississippi e Ohio; da questa civiltà precolombiana è stata creata Cahokia (900–950), una delle più antiche e gloriose città dei nativi americani. I resti di queste due importanti città sono classificati oggi come Patrimonio dell'umanità. Nell'America del Sud pre-Impero inca, è fiorita la cultura costiera dei Moche, che ha prodotto opere in metallo impressionanti e alcune delle migliori ceramiche viste nel mondo antico.
Nell'Africa subsahariana, l'espansione della lingua bantu si è estesa fino all'Africa meridionale, al volgere del V secolo. Nel IX secolo la tratta araba degli schiavi attraversa il deserto del Sahara e ha ormai raggiunto l'Africa orientale.
La popolazione mondiale è aumentata più lentamente rispetto al millennio precedente, passando da circa 200 milioni di esseri umani nell'anno 1 a circa 300 milioni nell'anno 1000.

## Avvenimenti
- 33 - Inizia la diffusione del cristianesimo[1]
- 70 - In seguito alla prima guerra giudaica, si amplifica la diaspora ebraica[19]
- 79 - Eruzione del Vesuvio e distruzione di Pompei antica[20]
- 117 - Con Traiano l'impero romano raggiunge la sua massima espansione
- 184 - In Cina scoppia la Rivolta dei Turbanti Gialli
- 313 - Costantino I e Licinio sottoscrivono l'Editto di Milano[21]
- 319 - Si consolida, nell'asia meridionale, l'Impero Gupta[13]
- 395 - Suddivisione dell'Impero romano in Impero romano d'Occidente e Impero romano d'Oriente[2]
- 420 - Nascita del Regno franco[4]
- 439 - Nasce il Regno dei Vandali
- 476 - Caduta dell'Impero romano d'Occidente[2]
- 538 - Il Buddhismo si diffonde in Giappone
- 570 - Nasce Maometto, futuro profeta dell'Islam[22]
- 651 - Crollo dei Sasanidi e conquista islamica della Persia[8]
- 709 - Conquista omayyade del Nord Africa[9]
- 711 - inizio della  Reconquista contro l'occupazione islamica
- 718 - Conquista islamica della penisola iberica[9]
- 738 - L'India blocca l'espansione islamica degli Omayyadi
- 790 - Inizia l'epoca vichinga[6]
- 800 - Carlo Magno viene incoronato imperatore: nasce l'Impero carolingio[23]
- 872 - Con la fine della Battaglia di Hafrsfjord, nasce il primo Regno di Norvegia
- 907 - In Cina iniziano le Cinque dinastie e dieci regni
- 909 - L'Islam sciita strappa il nordafrica agli Abbasidi: nascono i Fatimidi[24]

## Personaggi
- Gesù, mistico e profeta del cristianesimo[25]
- Costantino I, imperatore romano e autore della svolta costantiniana che favorì la diffusione del cristianesimo[26]
- Teodosio I, ultimo imperatore romano dell'Impero romano[2]
- Attila, re degli Unni[27]
- Faramondo, primo re dei Franchi[28]
- Romolo Augusto, ultimo imperatore romano dell'Impero romano d'Occidente[2]
- Maometto, mistico e profeta dell'Islam[22]
- Abū Bakr, primo califfo dell'Islam[29]
- ʿAlī ibn Abī Ṭālib, primo Imam dell'Islam sciita[30]
- Carlo Magno, primo imperatore del Sacro Romano Impero[23]

## Invenzioni, scoperte, innovazioni

### Anni
- 105 - Cai Lun inventa la carta[31]
- 150 - Stesura del Periplus Maris Erythraei[32]
- 292 - Viene completato il calendario maya
- 672 - Nell'Impero bizantino viene inventato il fuoco greco[33]
- 820 - Muḥammad ibn Mūsā al-Khwārizmī concepisce uno dei più antichi manoscritti sull'algebra[34]

### Secoli
- VI secolo - In India vengono inventati gli scacchi[35]
- XI secolo - In Cina viene inventata la polvere da sparo[36]